# دهستان برزاوند
دهستان برزاوند نام دهستانی بخش مرکزی شهرستان اردستان، استان اصفهان در ایران است.

## جمعیت
براساس سرشماری مرکز آمار ایران در سال ۱۳۸۵، جمعیت آن ۳۹۴۳ نفر (۱۳۲۴ خانوار) بوده‌است.